# 30 novembre
Pour les articles homonymes, voir Trente-Novembre.
30 octobre 30 décembre
Chronologies thématiques
- Croisades
- Ferroviaires
- Sports
- Disney
- Anarchisme
- Catholicisme

Abréviations / Voir aussi
- (° 1852) = né en 1852
- († 1885) = mort en 1885
- a.s. = calendrier julien
- n.s. = calendrier grégorien
- Calendrier
- Calendrier perpétuel
- Liste de calendriers
- Naissances du jour

Le 30 novembre est le 334e jour de l'année du calendrier grégorien, 335e lorsqu'elle est bissextile (il en reste ensuite 31).
C'est toujours l'équivalent d'un jeudi, dans le calendrier universel et généralement l’équivalent du 10 frimaire du calendrier républicain, officiellement dénommé jour de la pioche.

## Événements

### XVIIesiècle
- 1700 : bataille de Narva.

### XVIIIesiècle
- 1786 : Léopold de Habsbourg-Lorraine, Grand-duc de Toscane, promulgue un code de procédure criminelle, inspiré de Beccaria, qui abolit la prison pour dettes, la torture et la peine de mort[1], pour la première fois dans l'époque moderne.

### XIXesiècle
- 1803 : départ de l'expédition Balmis.
- 1808 : bataille de Somosierra.
- 1853 : bataille de Sinope.
- 1864 : victoire unioniste, à la bataille de Franklin, pendant la guerre de Sécession.

### XXesiècle
- 1918 : abdication du roi Guillaume II de Wurtemberg, dernier souverain allemand à renoncer au pouvoir, à la suite de la première guerre mondiale, signant la fin de la monarchie en Allemagne.
- 1939 : début de la guerre d'Hiver.
- 1958 : victoire de l'UNR, aux élections législatives françaises.
- 1961 : élection de U Thant, à la fonction de secrétaire général des Nations unies.
- 1966 : indépendance de la Barbade.
- 1967 : indépendance de la république populaire du Yémen du Sud.
- 1975 : le Dahomey adopte le nouveau nom de république populaire du Bénin.
- 1998 : Hun Sen est nommé premier ministre du Cambodge, toujours en exercice en 2020.
- 1999 : résolution no 1279, du Conseil de sécurité des Nations unies, créant la Mission de l'Organisation des Nations unies en république démocratique du Congo (MONUC).

### XXIesiècle
- 2015 : début de la Conférence de Paris de 2015 sur le climat (COP 21), au Bourget, quelques jours seulement après les attentats et représailles ayant ensanglanté Paris et Saint-Denis les 13 et 18 novembre, et en présence de nombreux chefs d'État, de gouvernements, ou leurs représentants, venus du monde entier, dont Barack Obama par exemple.
- 2018 : en Argentine, ouverture du sommet du G20, qui se déroule jusqu'au 1er décembre 2018 à Buenos Aires[2],[3].
- 2019 : en Irak, le Premier ministre Adel Abdel-Mehdi présente sa démission, deux jours après la mort de 45 manifestants lors du mouvement de protestation dans le pays[4].
- 2021 : à l'occasion du 55e anniversaire de son indépendance et de son jour de fête nationale, la Barbade met fin à son statut de royaume du Commonwealth pour devenir une république.
- 2023 : le Bhoutan organise les quatrièmes élections législatives de son histoire[5]
- 2024 : en Islande, l'Alliance sociale-démocrate arrive en tête des élections législatives anticipées[6].

## Arts, culture et religion
- 1872 : première de L'Escalade en 1602, poème symphonique de Henri Kling, dans la Salle de la Réformation à Genève (Suisse).
- 1884 : première de Lutèce, symphonie dramatique d'Augusta Holmès, à Angers.
- 1930 : première projection du film L'Âge d'or, de Luis Buñuel et Salvador Dalí, au Studio 28 rue Montmartre à Paris. À l'initiative du préfet de police Jean Chiappe, la censure exige la coupe des scènes « antireligieuses »[7].
- 1979 : l'album The Wall, du groupe musical Pink Floyd, sort au Royaume-Uni. Il deviendra le double album le plus vendu de tous les temps.
- 1982 : sortie de l'album Thriller, de Michael Jackson. C'est l'album le plus vendu de tous les temps, avec des ventes estimées à 65 millions d'exemplaires dans le monde, et l'un des premiers vidéoclips « post-scopitone ».
- 1998 : le sulfureux écrivain Oscar Wilde se voit pour la première fois statufié à Londres, en ce 98e anniversaire de son décès infra en exil à Paris 6è[8].
- 2016 : la bière belge, la rumba, le Nouvel An célébré le 21 mars, le Mangal Shobhajatra, les périodes solaires chinoises, le tahtib, le gada et les fallas intègrent le patrimoine culturel immatériel de l'humanité, à l'UNESCO.
- 2018 : parution de Enfin !, le premier album studio de Michel Polnareff depuis 28 ans.

## Sciences et techniques
- 2015 : l'UER souhaite l'inclusion de récepteurs numériques dans tous les appareils de radio[9].

## Économie et société
- 1872 : premier match "international" de football (derby anglo-écossais).
- 1936 : destruction, par incendie, du Crystal Palace, à Londres.
- 2016 : CBC/Radio-Canada envisage la fin de la publicité sur toutes ses plateformes, contre une hausse de son budget annuel de 318 millions de dollars[10].
- 2023 : 
  - Les emballages jetables sont interdits dans tous les fast-foods de France. Les enseignes devront désormais proposer de la vaisselle réutilisable.
  - la COP28 débute jusqu'au 12 décembre 2023 à Dubaï aux Émirats arabes unis. Elle réunit les représentants des pays signataires de la convention-cadre des Nations unies sur les changements climatiques (CCNUCC)[11].

## Naissances

### XVesiècle
- 1427 : Casimir IV Jagellon, roi de Pologne de 1447 à 1492 et grand-duc de Lituanie de 1440 à 1492 († 7 juin 1492).
- 1466 : Andrea Doria, militaire génois († 25 novembre 1560).

### XVIesiècle
- 1508 : Andrea Palladio (Andrea di Pietro della Gondola dit), architecte padouan († 19 août 1580).
- 1565 : Pierre Fourier, religieux français, saint de l'Église catholique célébré le(s) 9 &/ou 21 décembre († 9 décembre 1640).

### XVIIesiècle
- 1637 : Louis-Sébastien Le Nain de Tillemont, historien français († 10 janvier 1698).
- 1667 : Jonathan Swift, auteur irlandais († 19 octobre 1745).

### XVIIIesiècle
- 1734 : José Candido Esposito, matador espagnol († 23 juin 1771).

### XIXesiècle
- 1810 : Oliver Winchester, ingénieur et homme d’affaires américain († 11 décembre 1880).
- 1812 : Auguste Duméril, zoologiste français († 12 novembre 1870).
- 1813 : Charles-Valentin Alkan, compositeur français († 29 mars 1888).
- 1825 : William Bouguereau, peintre français († 19 août 1905).
- 1835 : Mark Twain (Samuel Langhorne Clemens dit), écrivain américain († 21 avril 1910).
- 1840 : Henry Birks, homme d’affaires, orfèvre et bijoutier canadien († 16 avril 1928).
- 1858 : 
  - Jagadish Chandra Bose, physicien et botaniste britannique († 23 novembre 1937).
  - Stanislas Lami, écrivain et statuaire français († 31 janvier 1944).
- 1859 : 
  - Benjamin Bénéteau, constructeur nautique, fondateur des chantiers navals Bénéteau († 15 mars 1928).
  - Sergueï Liapounov (Сергей Михайлович Ляпунов), compositeur russe († 8 novembre 1924).
  - Charles Brennus, médailleur et dirigeant sportif, créateur du "bouclier de Brennus" († 23 mars 1943).
- 1862 : Hubert Krains, écrivain et militant wallon belge († 10 mai 1934).
- 1870 : Henriette de Belgique, princesse belge et duchesse de Vendôme († 31 mars 1948).
- 1872 : John McCrae, médecin militaire et poète canadien († 28 janvier 1918).
- 1874 :
  - Winston Churchill, militaire, écrivain prix Nobel et homme politique anglais deux fois Premier ministre britannique († 24 janvier 1965).
  - Lucy Maud Montgomery, femme de lettres canadienne († 24 avril 1942).
- 1885 : Albert Kesselring, maréchal allemand († 16 juillet 1960).
- 1893 : Frederic Holdrege Bontecou, homme politique américain († 17 septembre 1959).

### XXesiècle
- 1901 : Léon Goraguer, homme politique français, maire de Quimper de 1967 à 1975 († 3 février 1980).
- 1902 :
  - Maria Bellonci, écrivaine et traductrice italienne († 13 mai 1986).
  - Leopold Von Mildenstein, écrivain et officier SS allemand († novembre 1968).
- 1903 : Madame Grès (Germaine Émilie Krebs dite), créatrice française de haute couture († 24 novembre 1993).
- 1904 : Andrzej Kuśniewicz, écrivain polonais († 15 mai 1993).
- 1905 : Jean Dresch, géographe français († 4 mars 1994).
- 1906 : John Dickson Carr, romancier américain († 27 février 1977).
- 1907 : 
  - Jacques Barzun, historien et philosophe américain d’origine française († 25 octobre 2012).
  - Caroline Muller, résistante française d'une filière d'évasion († 21 mai 1958).
- 1908 : Heini Hediger, biologiste suisse († 29 août 1992).
- 1909 : Robert Nighthawk, chanteur, guitariste et harmoniciste de blues américain († 5 novembre 1967).
- 1910 : Jean Fievez, footballeur belge († 18 mars 1997).
- 1911 : 
  - Boris Taslitzky, peintre français († 9 décembre 2005).
  - Mori Arimasa, philosophe, écrivain et universitaire japonais († 18 octobre 1976).
- 1912 : Gordon Parks, photographe, réalisateur et journaliste américain († 7 mars 2006).
- 1913 : Guy de Fontgalland, enfant français, serviteur de Dieu catholique († 24 janvier 1925).
- 1914 : Louis Longequeue, homme politique français († 11 août 1990).
- 1915 :
  - Brownie McGhee, chanteur et guitariste de blues américain († 16 février 1996).
  - Henry Taube, chimiste américain d'origine canadienne, prix Nobel de chimie 1983 († 16 novembre 2005).
- 1916 : Robert Laffont, éditeur français († 19 mai 2010).
- 1918 :
  - Yvette Brind'Amour, actrice québécoise, fondatrice du Théâtre du Rideau vert († 4 avril 1992).
  - Efrem Zimbalist Jr., acteur américain († 2 mai 2014).
- 1919 : Detlef Kraus, pianiste allemand († 7 janvier 2008).
- 1920 :
  - Denise Glaser, productrice et animatrice de télévision française († 7 juin 1983).
  - Virginia Mayo (Virginia Clara Jones dite), actrice américaine († 17 janvier 2005).
- 1921 : Willy Holt, décorateur de cinéma († 22 juin 2007).
- 1922 : 
  - André Bord, homme politique français († 13 mai 2013).
  - Jacques Lamarche, romancier et essayiste québécois († 13 août 2006).
  - Brenda Shore, botaniste néo-zélandaise († 18 juin 1993).
- 1923 : Jacques Dacqmine, acteur et doubleur vocal français († 29 mars 2010).
- 1924 :
  - Shirley Chisholm, femme politique américaine († 1er janvier 2005).
  - Allan Sherman, acteur, scénariste, producteur et compositeur américain († 20 novembre 1973).
- 1925 : William Henry Gates II, avocat et juriste américain († 14 septembre 2020).
- 1926 : Richard Crenna, acteur américain († 17 janvier 2003).
- 1929 : Dick Clark, animateur de télévision, producteur et acteur américain († 18 avril 2012).
- 1930 : James Boyd, boxeur américain († 25 janvier 1997).
- 1931 : 
  - Jean-François Chiappe, historien et producteur de radio et de télévision français († 21 octobre 2001).
  - Lorna deBlicquy, aviatrice canadienne, pionnière de l'aviation († 21 mars 2009).
- 1932 : Gérard Lauzier, auteur français de bande dessinée, de pièces de théâtre et de films († 6 décembre 2008).
- 1934 : Marcel Prud'homme, homme politique canadien († 25 janvier 2017).
- 1936 : Christiane Klapisch-Zuber, enseignante-chercheuse et historienne française († 29 novembre 2024).
- 1937 : 
  - Ridley Scott, réalisateur et producteur britannique.
  - Tom Simpson, coureur cycliste britannique († 13 juillet 1967 sur le Tour de France).
- 1938 : Jean Eustache, réalisateur français († 5 novembre 1981).
- 1940 :
  - Pierre Foglia, journaliste canadien.
  - Michael Winston « Mike » Melvill, astronaute américain.
  - Pauli Nevala, athlète finlandais, champion olympique du lancer du javelot.
- 1942 :
  - Rafael Andia, guitariste français.
  - André Brahic, astrophysicien français († 15 mai 2016).
- 1943 : 
  - Rolf Edling, escrimeur suédois champion olympique.
  - Terrence Malick, réalisateur, scénariste et producteur américain.
- 1944 :
  - Philippe Constantin, éditeur musical, producteur de musique et journaliste français († 3 janvier 1996).
  - Christian Hauvette, architecte français († 25 avril 2011).
- 1945 :
  - Roger Glover, musicien britannique, bassiste du groupe Deep purple.
  - Radu Lupu, pianiste roumain († 17 avril 2022).
- 1947 :
  - Véronique Le Flaguais, actrice et scénariste québécoise.
  - David Mamet, scénariste et réalisateur américain.
- 1949 : Érick Bamy, chanteur français et ex-choriste de Johnny Hallyday pendant 30 ans († 27 novembre 2014)
- 1952 : Mandel Bruce « Mandy » Patinkin, acteur et chanteur lyrique américain.
- 1953 :
  - Shuggie Otis (Johnny Alexander Veliotes Jr. dit), musicien américain.
  - June Pointer, chanteuse américaine du groupe The Pointer Sisters († 11 avril 2006).
- 1954 :
  - Joseph Thomas « Joe » Kerrigan, joueur de baseball américain.
  - Georges Mamelonet, homme politique franco-québécois († 11 mars 2015).
- 1955 :
  - Kevin Conroy, acteur américain († 10 novembre 2022).
  - Deborra-Lee Furness, actrice australienne.
  - Billy Idol (William Michael Albert Broad dit), chanteur de rock punk britannique.
  - Diane Lavallée, actrice québécoise.
- 1957 : Joël Champetier, romancier québécois († 30 mai 2015).
- 1958 :
- Curt Giles, hockeyeur canadien.
- Stacey Q, chanteuse et actrice américaine.
- 1959 : 
  - Carsta Genäuß, kayakiste est-allemande championne olympique.
  - Lorraine Kelly, présentatrice de télévision écossaise.
- 1960 :
  - Hiam Abbass (היאם עבאס), actrice israélienne.
  - Gary Lineker, footballeur puis commentateur consultant anglais de télévision.
- 1961 : Wadeck Stanczak, acteur français.
- 1962 :
  - Vincent Edward « Bo » Jackson, joueur américain de baseball et de football américain.
  - Sylvie van Gucht, lutteuse française.
- 1963 : Guy Zilberstein, écrivain et scénariste français.
- 1964 : Henk-Jan Zwolle, rameur néerlandais d'aviron champion olympique.
- 1965 :
  - Fumihito d'Akishino, frère de l'empereur japonais Naruhito.
  - Benjamin Edward « Ben » Stiller, humoriste et acteur américain.
- 1966 : 
  - David Berkoff, nageur américain champion olympique.
  - Mika Salo, pilote automobile finlandais.
- 1968 :
- Des'ree (Desiree Weeks dite), chanteuse britannico-barbadienne[12].
- Laurent Jalabert, coureur cycliste puis commentateur consultant français de télévision.
- 1971 : Nicole Blackman, artiste américaine.
- 1973 : 
  - Vladimir Karanik, médecin et homme politique biélorusse.
  - William Jason Reso, catcheur canadien.
- 1974 : Sébastien Tellier, musicien et chanteur français.
- 1977 : Virginie Guilhaume, animatrice de télévision française.
- 1978 :
  - Clay Aiken, chanteur américain.
  - Jordan Belfi, acteur américain.
  - Pierrick Fédrigo, cycliste sur route français.
  - Gael García Bernal, acteur mexicain.
- 1979 :
  - Christopher « Chris » Atkinson, pilote de rallye australien.
  - Andrés Nocioni, basketteur argentin.
  - Dale Stewart, chanteur et guitariste sud-africain.
- 1980 :
  - Jimmy Baxter, basketteur américain naturalisé jordanien.
  - Shane Victorino, joueur de baseball américain.
- 1982 :
  - Elisha Cuthbert, actrice canadienne.
  - Jason Pominville, hockeyeur canadien.
  - Domenico Pozzovivo, cycliste sur route italien.
- 1984 :
  - Monica Bwanga Misenga, judokate congolaise.
  - Luc Tardif Junior, hockeyeur sur glace français.
- 1985 :
  - Kaley Cuoco, actrice américaine.
  - Moustapha Bayal Sall, footballeur sénégalais.
- 1986 : Jordan Farmar, basketteur américain.
- 1987 : Dougie Poynter, musicien britannique, bassiste du groupe McFly.
- 1988 : Phillip Hughes, joueur de cricket australien († 27 novembre 2014).
- 1989 : 
  - Dieylani Fall, footballeur sénégalais.
  - Cody Goloubef, hockeyeur sur glace canadien.
- 1990 : Magnus Carlsen, joueur d'échecs norvégien.
- 1991 : Romain Filstroff dit Monté, vidéaste de vulgarisation linguistique français.
- 1992 : Koffi Djidji, footballeur franco-ivoirien.
- 1995 : Najwa Dassalm, gymnaste artistique marocaine.

## Décès

### VIesiècle
- 563 : Tugdual de Tréguier, religieux gallois, saint de l'Église catholique (° date inconnue).

### VIIIesiècle
- 762 : Li Bai (李白 en mandarin, Lǐ Bái en pinyin, Li Po ou Lǐ Bó) dit Li Taibai (李太白  ou Lǐ Táibái), poète chinois de la dynastie Tang (° 19 mai 701).

### XIesiècle
- 1016 : Edmond II, roi d’Angleterre en 1016 (° vers 988).

### XVIesiècle
- 1519 : Michael Wolgemut, peintre, dessinateur et graveur sur bois allemand (° 1434).

### XVIIesiècle
- 1700 :
  - Armande Béjart, comédienne française, veuve de Molière (° entre 1640 et 1642).
  - Artus Quellinus le Jeune, sculpteur flamand (° 20 novembre 1625).

### XVIIIesiècle
- 1718 : Charles XII, roi de Suède de 1697 à 1718 (° 17 juin 1682).
- 1744 : John Stanley (1er baronnet), homme politique irlandais (°1663).
- 1761 : John Dollond, opticien britannique (° 10 juin 1706).

### XIXesiècle
- 1830 : Pie VIII (Francesco Saverio Maria Felice Castiglioni dit), 253e pape en fonction de 1829 à 1830 (° 20 novembre 1761).
- 1871 : Gaston Crémieux, avocat, journaliste et écrivain français, victime de la répression versaillaise (° 22 juin 1836).
- 1881 : Nikolaï Mouraviov-Amourski (Николай Николаевич Муравьёв-Амурский), homme d'État et diplomate russe (° 11 août 1809).
- 1886 : 
  - Acton Smee Ayrton, homme politique britannique (° 5 août 1816).
  - Dimítrios Válvis, homme politique grec (° 8 mai 1808).
- 1900 : Oscar Wilde, écrivain irlandais (° 16 octobre 1854).

### XXesiècle
- 1934 : Hélène Boucher, aviatrice française (° 23 mai 1908).
- 1935 : Fernando Pessoa, écrivain portugais, « poète national » (° 13 juin 1888).
- 1943 : Esther « Etty » Hillesum, mystique néerlandaise déportée à Auschwitz (° 15 janvier 1914).
- 1944 : 
  - Pierre Audevie, résistant français  pendant la Seconde Guerre mondiale (° 5 septembre 1897).
  - Sigismond Damm, résistant français du réseau Alliance pendant la Seconde Guerre mondiale (° 5 juin 1905).
  - Jean-Henri Durand, résistant français du réseau Alliance pendant la Seconde Guerre mondiale (° 18 septembre 1900).
  - Michel Gartner, résistant français du réseau Alliance pendant la Seconde Guerre mondiale (° 30 juillet 1919).
  - Robert Gontier, résistant français du réseau Alliance pendant la Seconde Guerre mondiale (° 28 février 1915).
  - André Joriot, officier et résistant français du réseau Alliance pendant la Seconde Guerre mondiale (° 3 novembre 1921).
  - Martin Sabarots, résistant français du réseau Alliance pendant la Seconde Guerre mondiale (° 22 février 1894).
  - André Soussotte, résistant français du réseau Alliance pendant la Seconde Guerre mondiale (° 15 septembre 1923).
- 1947 : Ernst Lubitsch, cinéaste américain (° 29 janvier 1892).
- 1948 : George Bowyer, homme politique britannique (° 16 janvier 1886).
- 1953 : Francis Picabia, peintre français (° 22 janvier 1879).
- 1954 : Wilhelm Furtwängler, chef d'orchestre allemand (° 25 janvier 1886).
- 1957 : Beniamino Gigli, ténor italien (° 20 mars 1890).
- 1958 : Joseph-Jean Heintz, évêque catholique français (° 29 janvier 1886).
- 1963 : Cyril Newall, militaire et homme politique britannique (° 15 février 1886).
- 1977 : Terence Rattigan, écrivain et scénariste britannique (° 10 juin 1911).
- 1979 :
  - Gabrielle Dorziat (Marie Odile Léonie Gabrielle Sigrist dite) comédienne française (° 25 janvier 1880).
  - Herbert Manfred « Zeppo » Marx, acteur, musicien et homme d’affaires américain de la troupe fratrie des Marx Brothers (° 25 février 1901).
- 1984 : Willy Peers, humaniste et médecin belge (° 17 mars 1924).
- 1989 :
  - Robert Arambourou, archéologue et préhistorien français (° 9 août 1914).
  - Ahmadou Ahidjo, homme politique camerounais, chef d'État de 1960 à 1982 (° 24 août 1924).
  - Hassan Fathy (حسن فتحى), architecte égyptien (° 23 mars 1900).
  - Alfred Herrhausen, banquier allemand (° 30 janvier 1930).
- 1990 : Octavio Antonio Beras Rojas, prélat dominicain, archevêque de Saint-Domingue de 1961 à 1981 (° 16 novembre 1906).
- 1992 :
  - Jorge Donn, danseur argentin (° 25 février 1947).
  - Lawrence Picachy, prélat indien, archevêque de Calcutta de 1969 à 1986 (° 7 août 1916).
- 1994 : 
  - Guy Debord, intellectuel et cinéaste français (° 28 décembre 1931).
  - Lionel Stander, acteur américain (° 11 janvier 1908).
- 1996 : Tiny Tim (Herbert Buckingham Khaury dit), chanteur et instrumentiste américain (° 12 avril 1932).
- 1997 :
  - Samuel Edimo, footballeur camerounais (° 22 décembre 1934).
  - Robert Hauvespre, footballeur français (° 25 décembre 1923).
  - Françoise Prévost, actrice française (° 13 janvier 1929).
  - Shamo Quaye, footballeur ghanéen (° 22 octobre 1971).
- 1998 :
  - Ruth Clifford, actrice américaine (° 17 février 1900).
  - Simon Nkoli, militant anti-apartheid, homosexuel engagé dans la lutte contre le sida sud-africain (° 26 novembre 1957).
- 2000 : Lionel Villeneuve, acteur québécois (° 10 avril 1925).

### XXIesiècle
- 2001 : Annibale Brasola, cycliste sur route italien (° 16 juin 1925).
- 2003 : Gertrude Ederle, nageuse américaine (° 23 octobre 1905).
- 2004 : Pierre Berton, écrivain, journaliste et animateur de télévision canadien (° 12 juillet 1920).
- 2005 : Jean Parker (Lois Mae Green dite), actrice américaine (° 11 août 1915).
- 2007 : Evel Knievel (Craig Knievel Jr. dit), cascadeur américain (° 17 octobre 1938).
- 2008 :
  - Béatrix Beck, romancière belge naturalisée française (° 30 juillet 1914).
  - Hubert « Pit » Martin, hockeyeur professionnel québécois (° 9 décembre 1943).
- 2011 : Diego Puerta, matador espagnol (° 28 mai 1941).
- 2012 : Benoît Georget, joueur français de basket-ball (° 9 mai 1970).
- 2013 : 
  - Tabu Ley Rochereau, chanteur congolais, père du rappeur Youssoupha et grand-père de Shay (° 13 novembre 1940).
  - Paul Walker, acteur, producteur de cinéma et réalisateur américain (° 12 septembre 1973).
- 2014 :
  - Paul Buissonneau, chanteur, acteur et metteur en scène québécois d'origine française (° 24 décembre 1926).
  - Muriel Millard, chanteuse, actrice, danseuse et artiste peintre québécoise (° 3 décembre 1922).
- 2016 :
  - Michel Houel, homme politique français (° 8 novembre 1942).
  - Lionel Stoléru, haut fonctionnaire et homme politique français (° 22 novembre 1937).
- 2017 : Alain Jessua, cinéaste français (° 16 janvier 1932).
- 2018 : George H. W. Bush, 41e président des États-Unis, en fonction de 1989 à 1993 (° 12 juin 1924).
- 2020 :
  - Irina Antonova, conservatrice et directrice de musée russe (° 20 mars 1922).
  - Muhammad Adil Siddiqui, homme politique pakistanais (° 12 mai 1963).
  - Anne Sylvestre (Anne-Marie Thérèse Beugras dite), chanteuse et auteure-compositrice-interprète française (° 20 juin 1934).
- 2021 : 
  - Oriol Bohigas i Guardiola, architecte et écrivain espagnol (° 20 octobre 1925).
  - Marie-Claire Blais, écrivaine canadienne (° 5 octobre 1939).
  - Phil Dwyer, footballeur international gallois (° 28 octobre 1953).
  - Ray Kennedy, footballeur anglais (° 28 juillet 1951).
  - Jonathan Penrose, joueur d'échecs britannique (° 7 octobre 1933).
  - Charles Revet, homme politique et sénateur français (° 9 novembre 1937).
  - Trude Unruh, femme politique allemande (° 7 mars 1925).
  - Erwin Wilczek, footballeur international polonais (° 20 novembre 1940).
- 2022 :
  - Ashley Bickerton, artiste contemporain, sculpteur et peintre américain (° 26 mai 1935).
  - Meinhard von Gerkan, architecte allemand (° 3 janvier 1929).
  - Georges Groine, pilote camion de rallye-raid et un team manager français (° 19 février 1934).
  - Evert Gunnarsson, rameur d'aviron suédois (° 28 décembre 1929).
  - Mohamed Halab, haut fonctionnaire et ingénieur marocain (° 28 octobre 1945).
  - Murray Halberg, athlète de fond néo-zélandais (° 7 juillet 1933).
  - Olive Mary Hilliard, botaniste et taxinomiste sud-africaine (° 4 juillet 1925).
  - Christiane Hörbiger, actrice autrichienne (° 13 octobre 1938).
  - Jean-Louis Idiart, homme politique français (° 3 mai 1950).
  - Aline Kominsky-Crumb, dessinatrice de comics américaine (° 1er août 1948).
  - Christine McVie, chanteuse, compositrice et claviériste britannique (° 12 juillet 1943).
  - Ray Faraday Nelson, auteur de science-fiction et dessinateur américain (° 3 octobre 1931).
  - Davide Rebellin, coureur cycliste italien (° 9 août 1971).
  - Othman Saadi, diplomate, homme politique et écrivain algérien (° ? 1930).
  - Marcel Saule, enseignant, botaniste et dessinateur français (° ? 1929).
  - Federico Silva, peintre et sculpteur mexicain (° 16 septembre 1923).
  - Jiang Zemin, ancien dirigeant de la république populaire de Chine (° 17 août 1926).
- 2023 : 
  - Joan Botam i Casals, prêtre et capucin espagnol (° 21 septembre 1926).
  - José Catieau, coureur cycliste français (° 17 juillet 1946).
  - Alistair Darling, homme politique britannique (° 28 novembre 1953).
  - Elliott Erwitt, photographe franco-américain (° 26 juillet 1928).
  - Sante Gaiardoni, coureur cycliste italien (° 29 juin 1939).
  - Shane MacGowan, musicien irlandais, chanteur du groupe The Pogues. (° 25 décembre 1957).
  - Vassílis Vassilikós, écrivain, journaliste, diplomate et homme politique grec (° 18 novembre 1933).
- 2024 : 
  - Lou Carnesecca, entraîneur de basket-ball américain (° 5 janvier 1925).
  - René Couanau, homme politique français (° 10 juillet 1936).
  - Prithwindra Mukherjee, chercheur indien bengali (° 20 octobre 1936).
  - José Pinto Rosas, footballeur puis entraîneur espagnol (° 11 novembre 1929).

## Célébrations
- Amnesty International : journée des villes pour la vie (en) commémorant la première abolition permanente de la peine de mort à l'époque moderne, en 1786 en Toscane (future Italie).

- Afrique du Sud : journée Regina Mundi (en).
- (La) Barbade : fête nationale commémorant l'indépendance vis-à-vis du Royaume-Uni en 1966.
- Écosse (Royaume-Uni) : fête nationale écossaise de la Saint Andrew(s) et sa croix (comme dans maints toponymes sous le patronage de Saint André dans le monde).
- Toscane (Italie) : fête régionale (it) (et d'abolition de la peine capitale ci-avant).
- Yémen : fête nationale commémorant l'indépendance de l'ancien Yémen du Sud vis-à-vis du Royaume-Uni en 1967[13].

### Célébrations religieuses
- Christianisme : mémoire du patriarche de Jérusalem Jean III comme depuis le 28 novembre au moins, avec lectures de Héb. 13, 22-25 & Jn 10, 17-21 dans le lectionnaire de Jérusalem.

### Saints chrétiens

#### Catholiques et orthodoxes
- Alexandre de Méthymne (IVe siècle), évêque de Méthymne, un des pères du premier concile œcuménique, à Nicée, en 325.
- André († vers 62) dit « le Premier Appelé » ou « Protoclite », apôtre et martyr à Patras, en Achaïe, né à Bethsaïde en Galilée, frère de saint Pierre, patron de l'Écosse, de la Bourgogne, de la Roumanie, de la ville de Patras (Grèce), des patriarcats de Constantinople.
- Constance de Rome († 418) — ou « Constant », ou « Constantius » —, prêtre à Rome, confesseur de la foi orthodoxe face au pélagianisme.
- Frumence († vers 380), premier évêque d'Abyssinie (actuelle Éthiopie), date orthodoxe, fêté le 20 juillet par l'Église catholique.
- Maxence († ?), princesse irlandais.
- Miroclès de Milan († v. 315), évêque.
- Tugdual († 558),  évêque de Tréguier vers 540.
- Vakhtang Ier d'Ibérie (Vakhtang Gorgasali, VIe siècle), roi de Géorgie.
- Zozime († 550) — ou « Zosime » —, moine au monastère de Tyr.

#### Saints ou bienheureux catholiques
- Alexander Crow († 1586), bienheureux prêtre anglais martyr[14].
- André du Saint Sépulcre († 1347), bienheureux chanoine du Saint Sépulcre de Jérusalem.
- Antoine Martinez Gil-Leonès († 1936), bienheureux religieux espagnol martyr de la guerre civile.
- Arthur Donoso Murillo († 1936), bienheureux religieux espagnol martyr de la guerre civile.
- Frédéric de Ratisbonne († 1329), bienheureux religieux allemand.
- Jacques Garcia Molina († 1936), bienheureux religieux espagnol martyr de la guerre civile.
- Jean de Verceil († 1347), bienheureux, né dans la province de Verceil, en Italie, maître de l'ordre des frères prêcheurs.
- Jésus Gesta de Piquer († 1936), bienheureux religieux espagnol martyr de la guerre civile.
- Josbert († 1186) — ou « Valdebert » —, bienheureux moine bénédictin de Saint-Bertin (Saint-Omer).
- Joseph Marchand († 1835), prêtre français MEP martyr au Vietnam.
- Joseph Otin Aquilé († 1936), bienheureux religieux espagnol martyr de la guerre civile.
- Louis-Roch Gientyngier († 1941), bienheureux prêtre polonais martyr.
- Michel Ruedas Mejias († 1936), bienheureux religieux espagnol martyr de la guerre civile.
- Pierre Guillot († 1568), bienheureux dominicain français mort martyr.
- Raphaël Touceda Fernandez († 1936), bienheureux religieux espagnol martyr de la guerre civile.
- Samson — ou « Chimchon » — († vers le XIIe siècle av. J.-C. s'il a vraiment existé en tant que tel ; שִׁמְשׁוֹן en hébreu, d'une racine sémitique chemech signifiant « soleil »), personnage biblique, dernier grand juge d'Israël (vocalisé de la Bible hébraïque entre XIIe siècle av. J.-C. et IXe siècle av. J.-C. a priori)[15].
- Thaddée Liu († 1823), bienheureux prêtre Chinois martyr.

## Traditions et superstitions

### Dictons
- « À la saint-André, la nuit l'emporte sur le jour qui suit. »[16]
- « À la saint-André, la perche sous l'olivier »[17] (dicton de Languedoc, de Provence)
- « À la saint-André, la terre retournée, le blé semé, il peut neiger. »[18]
- « À la saint-André, l'hiver est acheminé. »
- « À la sainte-Catherine [25 novembre voire 27 sqq] l'hiver s'achemine, à la saint-André il est acheminé. »[19]
- « Neige de saint-André, peut cent jours durer. »[20]
- « Quand il n'est pas pressé, l'hiver arrive à la saint-André. »[21]

### Astrologie
- Signe du zodiaque : 8e jour du Sagittaire.

## Toponymie
- Les noms de plusieurs voies, places, sites ou édifices de pays ou régions francophones contiennent cette date sous diverses graphies : voir Trente-Novembre .